# 北子安
北子安（きたこやす）は、千葉県君津市の地名。現行行政地名は大字北子安および北子安1丁目から6丁目。郵便番号は299-1161。
本記事ではかつて木更津市に存在した大字北子安飛地（きたこやすとびち）についても解説する。

## 地理
市内北西部、小糸川下流右岸に位置する。地内南部は君津市の中心市街地の一部にあたり、住宅地が広がる。一方、北部は木更津市との境界をなす山林であるが、一部は山砂の採取場となって削られている。
北で木更津市畑沢および木更津市畑沢南、東から南にかけて南子安、南西で杢師、西で久保・北久保・陽光台とそれぞれ接する（特記ないものは君津市）。
地内北側が大字北子安であり、南側は南西から北西にかけて1丁目 - 3丁目、そこから東に向かって4丁目 - 6丁目が所在する。

## 歴史

### 地名の由来
子安神社（南子安に所在）の社名に由来するとされる。

### 沿革
- 江戸時代 - 周淮郡北子安村成立。当初は幕府・清水家・旗本安藤氏・窪田氏他4氏相給、のち与力給知および旗本安藤氏・林氏他5氏相給。
- 1873年（明治6年） - 北子安村、千葉県に所属。
- 1889年（明治22年）4月1日 - 町村制施行により周淮郡八重原村大字北子安となる。同時に西側に存在した北子安村の飛地は周淮郡波岡村大字北子安飛地となる。
- 1897年（明治30年）4月1日 - 八重原村・波岡村、郡統合により君津郡所属となる。
- 1942年（昭和17年）11月3日 - 波岡村と木更津町、巖根村、清川村が合併し木更津市が成立、北子安飛地は同市の大字となる。
- 1943年（昭和18年）4月1日 - 八重原村と周西村が合併し君津郡君津町が成立、北子安は同町の大字となる。
- 1971年（昭和46年）9月1日 - 君津町が市制施行し、君津市となる。
- 1975年（昭和50年）4月23日 - 北子安跨線橋開通[4]。
- 1978年（昭和53年）12月1日 - 北子安の一部で住居表示実施[4]、久保3丁目に編入。
- 1979年（昭和54年）10月1日 - 北子安飛地の一部で住居表示実施[5]、畑沢南5丁目に編入。
- 1981年（昭和56年）12月1日 - 北子安の一部で住居表示実施[4]、南子安1丁目 - 9丁目に編入。
- 1983年（昭和58年）10月1日 - 北子安の一部で住居表示実施[4]、北子安1丁目 - 6丁目成立。
- 1986年（昭和61年）2月1日[注 1] - 北子安飛地全域で住居表示実施[5]、畑沢南5丁目 - 6丁目に編入、大字北子安飛地消滅。

## 統計
|             | 世帯数 | 人口  | 地図                               |
| ----------- | ------ | ----- | ---------------------------------- |
| 北子安      | 18     | 25    | 北緯35度20分15秒 東経139度55分0秒  |
| 北子安1丁目 | 463    | 925   | 北緯35度19分45秒 東経139度54分32秒 |
| 北子安2丁目 | 511    | 1,116 | 北緯35度19分54秒 東経139度54分40秒 |
| 北子安3丁目 | 187    | 362   | 北緯35度19分57秒 東経139度54分29秒 |
| 北子安4丁目 | 460    | 987   | 北緯35度20分4秒 東経139度54分50秒  |
| 北子安5丁目 | 504    | 1,160 | 北緯35度20分0秒 東経139度55分6秒   |
| 北子安6丁目 | 335    | 730   | 北緯35度19分55秒 東経139度55分17秒 |
| 計          | 2,478  | 5,305 |                                    |

1. ↑  “平成29年君津市人口”.   君津市 (2017年11月8日). 2017年11月20日閲覧。
2. ↑  単位：世帯
3. ↑  単位：人

## 小・中学校の学区
市立小・中学校に通う場合、学区は以下の通りとなる。
| 大字・丁目  | 番地 | 小学校               | 中学校             |
| ----------- | ---- | -------------------- | ------------------ |
| 北子安      | 全域 | 君津市立北子安小学校 | 君津市立君津中学校 |
| 北子安1丁目 | 全域 | 君津市立北子安小学校 | 君津市立君津中学校 |
| 北子安2丁目 | 全域 | 君津市立北子安小学校 | 君津市立君津中学校 |
| 北子安3丁目 | 全域 | 君津市立北子安小学校 | 君津市立君津中学校 |
| 北子安4丁目 | 全域 | 君津市立北子安小学校 | 君津市立君津中学校 |
| 北子安5丁目 | 全域 | 君津市立北子安小学校 | 君津市立君津中学校 |
| 北子安6丁目 | 全域 | 君津市立北子安小学校 | 君津市立君津中学校 |

## 交通

### 鉄道
地内西部をJR内房線が通過するが、駅はない。最寄駅は君津駅。また地内から木更津市にかけて子安トンネル（下り）および新子安トンネル（上り）を通過する。

### バス
- 日東交通
  - 君津市内循環線 君津駅北口 - 君津製鐵所 - 大和田 - 君津駅北口 - 君津市役所・水道山下（1日1往復のみ） - 北子安 - 八重原社宅（循環ルート）
  - 三島線 木更津駅西口行・中島行

この他、君津市コミュニティバス小糸川循環線 が1丁目の南西端（久保5丁目・杢師1丁目との境界線上）を通過するが、バス停はない。

### 道路
一般国道
- 国道127号（内房なぎさライン） - 大字北子安および5丁目・6丁目東部を南北に通過する。

その他の主要な道路
- 君津市道坂田九十九坊線 - 北子安跨線橋で内房線をまたぐ。

## 施設
北子安
- 君津市立北子安小学校
- ファミリーマート君津北店

北子安1丁目
- 北子安県営住宅
- 雇用促進住宅君津宿舎

北子安2丁目
- 菅原神社（wikidata）
- 秀明院
- 天神公園[7]

北子安3丁目
- 西原公園[7]

北子安4丁目
- 台中公園[7]

北子安5丁目
- クリエイトS・D君津北子安店
- ミニストップ君津北子安店
- 北子安公園[7](小学生や小学校教師の間ではロボットの遊具があるためロボット公園と呼ばれる)

北子安6丁目
- 千葉県立君津特別支援学校